# Konwersja energii
Konwersja energii jest zamianą jednej jej postaci na inną. W myśl zasady zachowania energii energia całkowita nie ulega zmianie. Jednak poszczególne składniki wchodzące w skład energii całkowitej mogą rosnąć lub maleć. W maszynach i urządzeniach energetycznych występuje zwykle kilka stopni konwersji energii. 

## Przykłady konwersji energii
Wahadło - następuje tu cykliczna zamiana energii potencjalnej w kinetyczną. W skrajnym położeniu energia potencjalna osiąga maksimum a kinetyczna jest równa zeru. W położeniu środkowym (czyli najniższym) jest na odwrót, czyli kinetyczna maksymalna, potencjalna minimalna.
Elektrownia cieplna - podczas spalania paliwa w kotle następuje zamiana energii chemicznej paliwa na energię cieplną oddawaną czynnikowi termodynamicznemu. Energia cieplna czynnika (pary wodnej), a dokładniej entalpia, zamieniana jest w turbinie na energię mechaniczną. W generatorze elektrycznym następuje zamiana energii mechanicznej na elektryczną.
Stopień turbiny - w kierownicy zamieniana jest część entalpii czynnika termodynamicznego na energię kinetyczną, a w wieńcu wirnikowym następuje zamiana tej energii kinetycznej na mechaniczną.
Elektrownia wodna - energia potencjalna wody spiętrzonej w zbiorniku wodnym zamieniana jest w kolektorze dolotowym lub kierownicy turbiny wodnej na energię kinetyczną, a ta z kolei zamieniana jest w wirniku na mechaniczną. Energia mechaniczna zamieniana jest w generatorze elektrycznym na elektryczną.
Ruch samochodu po poziomej drodze - w silniku tłokowym zamieniana jest, w wyniku spalania, energia chemiczna paliwa na entalpię czynnika obiegowego, a entalpia na energię mechaniczną (przy pomocy tłoka, korbowodów, wału korbowego). Energia mechaniczna zamieniana jest w kinetyczną samochodu, a ta ostatnia w energię cieplną (tarcie powietrza o karoserię i w łożyskach elementów ruchomych samochodu) odprowadzaną do otoczenia.
Hamowanie samochodu - energia kinetyczna samochodu zamieniana jest na energię cieplną w wyniku wystąpienia intensywnego tarcia między tarczami hamulcowymi bądź bębnami a klockami i okładzinami hamulcowymi. Energia cieplna odprowadzana jest do otoczenia.
Przykładów tego typu jest wiele. Wszystkie procesy energetyczne wykorzystują konwersję energii, zwykle wielostopniową, do wytworzenia wymaganej postaci energii użytkowej (zwykle elektrycznej, cieplnej, kinetycznej, potencjalnej, mechanicznej, i innych). Konwersja energii powinna charakteryzować się możliwie wysoką sprawnością (ze względów ekologicznych, ekonomicznych i społecznych).